# La Pietà (Le Pérugin)

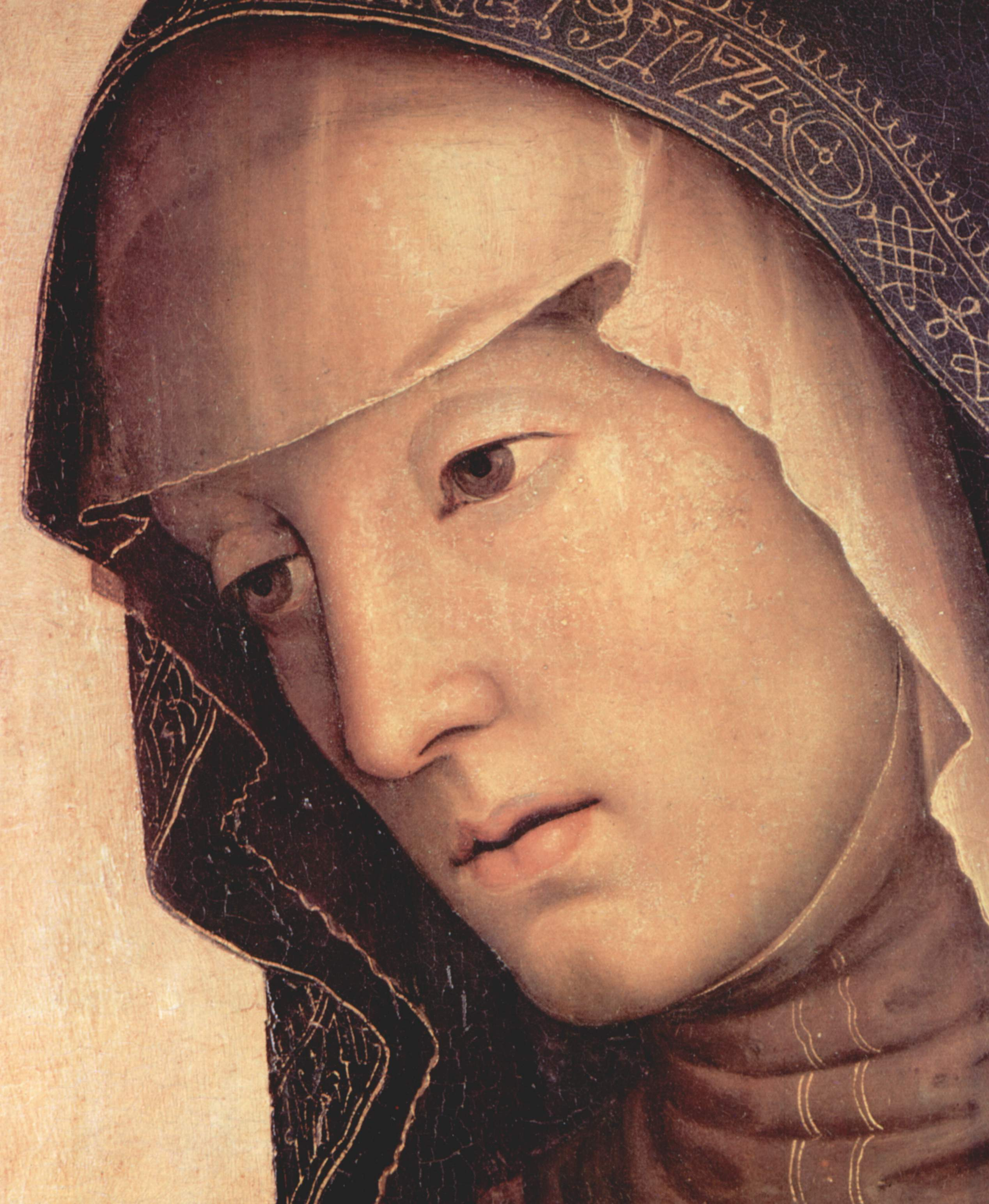
Détail du visage de Marie.

La Pietà  est une peinture religieuse du Pérugin, datant de 1483-1495 environ, conservée à la Galerie des Offices de Florence.

## Histoire
L'œuvre est un retable qui a été réalisé en même temps que La Crucifixion et L'Agonie dans le jardin, pour l'église du couvent des frères jésuates San Giusto alle mura.
Giorgio Vasari a vu les tableaux et les a décrits sur les autels latéraux de l'église. La Pietà était déjà endommagée à l'époque de l'historien qui en imputait la raison à certains erreurs techniques. Après la destruction de l'église en 1529 pendant le siège de Florence, les trois peintures ont été emportées dans leur nouvelle église dans le couvent San Giovanni Battista della Calza, près de la Porta Romana.
Après la suppression du couvent à la fin du XVIIIe siècle, La Pietà a été emmenée à Paris à la suite du traité de Tolentino. Elle y a été repeinte en 1799, puis a été restituée pendant la Restauration. Le tableau a été déplacé plusieurs fois avant d'être installé aux Offices en 1919.
Il reste une copie du tableau de la main de Ottavio Vannini au couvent della Calza ; une autre réplique avec des variantes et attribuée au Pérugin, datable de 1493 - 1495, est conservée à la  National Gallery of Ireland de Dublin.

### Datation
La datation de l'œuvre est incertaine : P. Scarpellini évoqua l'année 1482, aussitôt après le retour du Pérugin de Rome. Au cours de ces années les Jésuites entreprirent des travaux importants dans leur église, comme l'atteste la commande de la Madonna e santi de Domenico Ghirlandaio qui décora un temps le maître-autel ; d'autres historiens d'art ont proposé une datation plus tardive, sans toutefois dépasser le XVe siècle, quand le maître se fut converti définitivement à la couleur liée à l'huile de lin, que l'on retrouve seulement à titre d'essai dans cette œuvre.

## Thème
Le thème de l'œuvre est celui de l'iconographie chrétienne de la Pietà, vierge de douleur devant le corps de son fils mort descendu de la croix. Elle est accompagnée de l'apôtre Jean, de Marie-Madeleine, de  Joseph d'Arimathie ayant aidé à la Déposition de la Croix.

## Description
La scène montre la Vierge au centre du premier plan, le visage encadré de plusieurs voiles, portant son fils mort sur ses genoux, très allongé horizontalement la tête tenue par saint Jean regardant le spectateur à gauche, le bout des jambes sur ceux de Marie-Madeleine à droite, les mains jointes, le regard baissé.
Les autres saints sont placés dans un deuxième plan : Nicomède debout, les mains jointes, le regard vers le ciel, à gauche derrière Jean agenouillé ; Joseph d'Arimathie, à droite debout, les doigts croisés les bras tendus vers le bas, derrière Marie-Madeleine.
Ces deux plans apparaissent sur un fond architecturé comportant de chaque côté quatre colonnes carrées supportant des chapiteaux en saillie, surmontés de voûtes à arcs à plein cintre. Les trois arcades s'ouvrent (la centrale entière) sur un ciel bleu dégradé en blanc vers le bas ; un fragment de paysage apparaît près du bras gauche de la Vierge, avec des reliefs vallonnés et boisés stylisés sur fond de montagnes bleutées.
La perspective géométrique est accentuée par le sol carrelé régulièrement depuis les pieds nus des personnages.

## Analyse
Les figures au premier plan jouent un rôle prépondérant par rapport aux autres éléments de la composition. Cette façon de faire était fréquente dans la production du Pérugin de la même période. L'architecture est pensée dans l'intention de montrer les personnages comme immobiles et absorbés par leurs pensées
Les gestes et les expressions induisent une atmosphère calme et sereine. Les sentiments sont à peine suggérés, les couleurs sont vives mais, délicates, elles se fondent les unes dans les autres, créant par là un effet de volume qui s'amplifie encore dans l'espace suggéré par les perspectives géométriques et aériennes du paysage.
Les visages sont caractéristiques de l'artiste, comme celui de la Vierge dont le visage mûr simple et austère n'est pas encore inspiré par celui de son épouse.
Ce « sfondo a portico »  est fréquemment représenté dans les productions du Pérugin dans les deux dernières décennies du XVe siècle : on retrouve cette particularité dans le polyptyque Albani Torlonia, L'Annonciation de Fano, La Vierge à l'Enfant entre les saints Jean-Baptiste et Sébastien et dans L'Apparition de la Vierge à saint Bernard.
Le schéma de l'œuvre reprend le modèle « Vesperbilder (it) » allemand, avec le corps de Jésus rigide et horizontal et la Vierge assise en position verticale qui a été rendu désuet quelques années plus tard par Michel Ange avec les Pietà du Vatican : le corps sans vie du Christ au premier plan semble comme « poussé vers l'avant » par les personnages et se détache par sa clarté et sa rigidité sur toute la longueur du retable, soutenu à gauche par saint Jean apôtre et à droite par Marie-Madeleine.
Les deux figures des saints du deuxième plan sont positionnées sur les côtés et relient la scène du premier plan avec une composition architecturale équilibrée comparable à celle La Vierge à l'Enfant entre les saints Jean-Baptiste et Sébastien (1493).
Le cadre architectural est  typique du style du Pérugin de l'époque. Dans ce cas le portique se limite à quatre rangées en profondeur et la structure architecturale simple et solennelle est commune et commence dès le premier plan, la représentation en perspective monofocale à point de fuite central, bien que brouillée par la présence des personnages, s'ouvre dans le fond, constitué d'un paysage doux typique du style du Pérugin qui se fond au loin dans un ciel clair, rendant l'espace ample et profond (Perspective atmosphérique).
Les formes sont nettes et les expressions affligées de Jean pleurant et de Marie-Madeleine ne génèrent aucune force dramatique mais se diluent dans un sentiment serein et méditatif de l'œuvre.
Marie-Madeleine est l'objet d'une utilisation de la couleur avec des tons bruns et moins diffus qui rappellent le style de Luca Signorelli, autre peintre en vogue à la même époque à Florence à rapprocher du style de la série de retables de la crucifixion.